# Dorothy Hamill
Dorothy Stuart Hamill (Chicago, 26 luglio 1956) è un'ex pattinatrice artistica su ghiaccio statunitense, campionessa olimpica e mondiale nel singolo donne nel 1976.

## Biografia
Cresciuta nel Connecticut, dove la sua famiglia si era trasferita poco dopo la sua nascita, Dorothy Hamill iniziò a prendere lezioni di pattinaggio di figura a otto anni. Nel 1969 vinse il suo primo titolo juniores statunitense.
Allenata da Carlo Fassi, nel 1974 diventò campionessa statunitense nel singolo donne e fu poi seconda ai campionati mondiali di Monaco di Baviera dietro alla tedesca orientale Christine Errath. L'anno dopo la Hamill vinse di nuovo il titolo nazionale; ai mondiali di Colorado Springs riuscì a piazzarsi davanti alla Errath, ma fu comunque seconda dietro all'olandese Dianne de Leeuw. Il 1976 segnò l'apice della sua carriera agonistica: vinse per la terza volta il campionato nazionale, la medaglia d'oro alle Olimpiadi di Innsbruck e il titolo mondiale a Göteborg. Hamill è stata l'ultima donna a vincere le competizioni più importanti (Giochi olimpici e Campionato del mondo) presentando programmi che non comprendevano salti tripli.
Dopo i mondiali abbandonò le competizioni, e passò al professionismo. Dal 1977 al 1984 pattinò per la famosa rivista sul ghiaccio Ice Capades. Negli Stati Uniti era diventata ormai una celebrità: subito dopo le Olimpiadi molte donne imitarono il suo taglio di capelli lanciando la moda del caschetto alla Hamill, e nel 1977 venne immessa sul mercato anche la bambola Dorothy Hamill, che indossava pattini, il costume di scena rosso delle Olimpiadi e la medaglia d'oro. Kristi Yamaguchi, campionessa olimpica nel singolo donne nel 1992 ad Albertville, disse che quella bambola era stato il suo giocattolo preferito e che fu la ragione per cui iniziò a pattinare.
Nel 1982 Dorothy Hamill sposò l'attore Dean Paul Martin, figlio di Dean Martin, da cui divorziò due anni dopo. Nel 1987 si risposò con Kenneth Forsythe, da cui ebbe la figlia Alexandra, ma anche il secondo matrimonio terminò nel 1995.
Nel 1983 pubblicò la sua autobiografia Dorothy Hamill On and Off the Ice. Nel 1993 rilevò lo spettacolo Ice Capades, che stava attraversando notevoli difficoltà economiche, per poi cederlo dopo un breve periodo a Pat Robertson.
Nel 2000 fu inserita nella World Figure Skating Hall of Fame, la hall of fame internazionale del pattinaggio di figura. Oltre al titolo mondiale ed olimpico, Dorothy Hamill è ricordata per aver introdotto una nuova trottola, che da lei prese il nome di Hamill camel, che parte come camel spin e passa poi ad una sit spin.
Nel 2006 è stata uno dei giudici del programma televisivo della Fox Skating With Celebrities, in cui persone famose si cimentano nel pattinaggio di figura in coppia con pattinatori professionisti.

## Palmarès
| Internazionali                  | Internazionali | Internazionali | Internazionali | Internazionali | Internazionali | Internazionali | Internazionali | Internazionali |
| Evento                          | 1968-69        | 1969-70        | 1970-71        | 1971-72        | 1972-73        | 1973-74        | 1974-75        | 1975-76        |
| ------------------------------- | -------------- | -------------- | -------------- | -------------- | -------------- | -------------- | -------------- | -------------- |
| Giochi olimpici invernali       |                |                |                |                |                |                |                | 1°             |
| Campionati mondiali             |                |                |                | 7°             | 4°             | 2°             | 2°             | 1°             |
| Nebelhorn Trophy                |                |                |                | 1°             |                |                |                |                |
| Praga Skate                     |                |                |                |                | 1°             |                |                |                |
| Richmond Trophy                 |                |                |                |                | 1°             |                |                |                |
| St. Gervais                     |                |                |                | 1°             |                |                |                |                |
| Nazionali                       |                |                |                |                |                |                |                |                |
| Campionati statunitensi         | 1° N           | 2° J           | 5°             | 4°             | 2°             | 1°             | 1°             | 1°             |
| Livello: N = Novice; J = Junior |                |                |                |                |                |                |                |                |